# Баранец обыкновенный
Баране́ц обыкнове́нный, или плау́н-баранец, или гупе́рция баранец (лат. Hupérzia selágo, Lycopódium selágo), — травянистое растение; вид рода Баранец (Huperzia) семейства Плауновые (Lycopodiaceae). Род Huperzia иногда выделяют в особое семейство Huperziaceae Rothm..
Родовое название Huperzia дано в честь немецкого ботаника Иоганна Хуперца; видовой эпитет selago — латинизированное кельтское название растения, в русском ботаническом названии употреблённое в значении «обыкновенный».

## Ботаническое описание
Вечнозелёный ползучий травянистый споровый многолетник высотой 6—30 см со слаборазвитой корневой системой.
Стебли восходящие или прямостоячие, ветвящиеся дихотомически, укореняющиеся в основании и образующие округлые рыхлые куртины. По этим признакам плаун баранец хорошо отличается от других плаунов. Возраст куртин может превышать 100 лет; годовой прирост колеблется от 1 до 4 см.
Листья (филлоиды) тёмно-зелёные, ланцетные или линейно-ланцетные, острые, кожистые, жёсткие, густо спирально расположенные, более или менее прижатые к оси побега.
Спороносные колоски (стробилы) не образуются. Почковидные спорангии находятся в пазухах спорофиллов, которые по форме, размеру и цвету ничем не отличаются от вегетативных листьев. Спорофиллы образуют спороносные зоны в верхней, а нередко и в средней части побегов. Иногда на их месте формируются утолщённые выводковые почки.
В Средней России споры созревают в июле — августе.
Относительно хромосомного набора баранца обыкновенного имеются противоречивые сведения. Это может быть обусловлено цитологической сложностью препаратов, в частности, материнские клетки спор могут иметь очень толстые стенки и большое количество гранул и капель масла в цитоплазме, которые можно принять за хромосомы. В разных работах 2n оценивалось в пределах 260—272 и даже 88.

## Распространение и среда обитания
Баранец обыкновенный встречается в Восточной Азии (Япония), Европе и Северной Америке.
В России распространён от Новой Земли до Кавказа включительно. Встречается также на Алтае, в Красноярском крае, на юге Иркутской области, на севере Якутии, на Камчатке, в Приамурье, на Курильских островах и на Чукотке.
Типичные места произрастания вида связаны с темнохвойными лесами на кислых оподзоленных почвах. Растёт также в еловых лесах и во влажных смешанных и берёзово-разнотравных сообществах, реже в сосновых лесах и ольшаниках по днищам лесных оврагов, окраинам сфагновых болот, часто вместе с плауном годичным.
В горах на альпийских лугах, скалах, щебнистых склонах до верхнегорного пояса.

### Охранный статус
Включён в Красные книги Брянской, Владимирской, Волгоградской, Вологодской, Ивановской, Калужской, Кемеровской, Костромской, Курганской, Курской, Липецкой, Нижегородской, Новосибирской, Пензенской, Рязанской, Самарской, Саратовской, Смоленской, Тамбовской, Тверской, Тульской, Тюменской, Ярославской областей, республик Башкоторстан, Удмуртия, Дагестан, Ингушетия, Марий Эл, Мордовия, Татарстан и Чувашской респ., Ставропольского края, Ханты-Мансийского автономного округа, Москвы и в некоторые Красные книги СНГ.

## Ботаническая классификация

### Синонимы
По данным The Plant List на 2013 год, в синонимику вида входят:
- Lycopodium selago L.basionym
- Mirmau selago (L.) H.P.Fuchs
- Plananthus selago (L.) P.Beauv.
- Selago vulgaris Schur
- Urostachys selago (L.) Herter

## Химический состав
Трава баранца обыкновенного содержит 0,13—1,02 % алкалоидов (ликоподин, никотин, клаватин, клаватотоксин, псевдоселагин, селагин, селагонин, серратидин, гуперзин А и др.). Для всех плаунов характерно наличие более десятка тритерпеноидов серратанового типа.
Растение содержит каротиноиды (25,37 %), в том числе β-каротин, β-криптоксантин и лютеин; флавоноиды. В надземной части содержатся фенолкарбоновые кислоты (феруловая, ванилиновая), лейкоантоцианы.

## Хозяйственное значение и применение
Растение применяется в медицине, иногда используется как инсектицид.
Прежде из него получали жёлтую краску для окраски шерсти.
Длинные стебли плаунов использовали для украшения помещений, а в некоторых местностях на кладбищах можно встретить венки из плаунов. Такое использование привело к редкости этих распространённых в хвойных лесах растений.

## Лекарственное использование

### Лекарственное сырьё
В качестве лекарственного сырья используется трава баранца обыкновенного — лат. Herba Huperziae selaginis. Траву собирают в августе — сентябре, после окончания спороношения, срезая зелёные и желтеющие части побегов, не выдёргивая их из почвы и не повреждая при этом корневой системы. Сушат в сушилках при температуре 50 °C или в хорошо проветриваемых помещениях, разложив сырьё тонким слоем на ткани.

### Фармакологические свойства
При случайном употреблении отвара баранца в виде чая наблюдается потливость, диарея, судороги, головокружение, нарушение речи, обусловленное обратимым ингибированием ацетилхолинэстеразы мозга хуперазином А. Подобными токсическими проявлениями обладают селагин, ликоподин и клаватин. Согласно результатам экспериментальных исследований, селагин обладает курареподобным, рвотным, миопическим действием.

### Применение
Как и все плауны, баранец ядовит.
Лечение возможно только в стационарных условиях под наблюдением специалиста!
В народной медицине надземные части баранца обыкновенного применяют внутрь при туберкулёзе лёгких, неврозах, глаукоме, в качестве противосудорожного средства, при нарушении обмена веществ, как слабительное, диуретическое, противовоспалительное при цистите, как нормализующие регулы, антигельминтное, противоопухолевое; наружно — при кожных заболеваниях, конъюнктивите, алопеции. На российском Дальнем Востоке — при бесплодии.
В традиционной китайской медицине экстракты близкого вида — баранца пильчатого Hupersia serrata, содержащего существенно больше хуперазина А, чем другие плауны, употребляются для лечения опухолей, лихорадки и заболеваний крови.
Рандомизированное клиническое исследование показало эффективность субхронического применения 30—50 мкг хуперазина А при лечении миастении и старческих нарушений памяти. В настоящее время препараты хуперазина А, обладающие выраженной нейропротекторной активностью, рассматриваются как потенциальные средства для лечения болезни Альцгеймера.
Приём отвара баранца вызывает выраженную интоксикацию: общее тягостное состояние, сильную повторную (до пяти—восьми раз) рвоту, слюноотделение, потливость, фибрилляцию мышц тела, понижение артериального давления, аритмию и брадипноэ, которые усиливаются при приёме алкоголя и курении табака. Сочетание употребления отвара баранца с алкоголем приводит к выработке условно-рефлекторного отвращения к алкоголю. До недавнего времени отвар баранца широко использовался в наркологических стационарах при проведении условно-рефлекторной терапии. Предпринимаются попытки создать на основе этого растения лекарственное средство для лечения алкоголизма.
Споры в Мексике используют как антигельминтное средство.